# Lawrence Sher
Lawrence Sher (Teaneck, 4 de fevereiro de 1970) é um diretor de fotografia e cineasta norte-americano.